# Franziska (Soulsängerin)
Franziska (* 27. Dezember 1984 in Tübingen; voller Name Franziska Kettel) ist eine deutsche Soulsängerin aus Tübingen.

## Biographie
Mit 13 begann Franziska, Musik zu machen. 2002 schickte die damals 17-jährige, die Klavier spielt sowie seit Jahren Gesangsunterricht erhielt, ein Demo sowie ein Videoband an die Frankfurter Plattenfirma 3p, die an ihr sofort Gefallen fand. Aus diesem Grund erhielt die junge Künstlerin einen Plattenvertrag. Im Frühjahr 2003 erschien die Single Schau mir ins Gesicht, die Ende Mai Platz 81 der deutschen Charts erreichte und diesen noch zwei weitere Wochen angehörte. Am 2. Juni selben Jahres wurde das Album Mit all meinem Wesen veröffentlicht, das es jedoch trotz überwiegend guter Kritiken nicht in die Charts schaffte. Gegen Ende von 2003 war Franziska zusammen mit der Soulband Glashaus Gastsängerin auf dem Stück Liebe von Sabrina Setlur, mit dem diese sich ein Jahr später um die Teilnahme am Grand Prix bewarb. Des Weiteren war sie bei diversen weiteren Künstlern – überwiegend aus dem Genre Hip-Hop – als Gast zu hören, so beispielsweise auf den Liedern An alle von Sabrina Setlur, Traum und Sag mir von Ercandize, auf Ich & Du, Back und Es ist vorbei auf dem Album Officillz Bootleg 2 – Brillant 2.0 von Illmatic, auf Angst der Band Nachtwandler sowie auf High Spirits des Drum-and-Bass-Künstlers Simon V. Eine zweite Single, die angekündigt worden war, erschien nicht mehr. Obwohl noch im selben Jahr von Arbeiten an einem zweiten Album die Rede war, blieb dessen Erscheinen jedoch aus.
Seit 2015 tritt sie unter dem Künstlernamen Frankie Balou auf.

## Diskografie
- Schau mir ins Gesicht (Single)
- Mit all meinem Wesen (Album)